# Сюеяньто
Сюеяньто, сеяньто, сйеяньто (кит. упр. 薛延陀, пиньинь xueyantuo, палл. сюэяньто) — В VII веке создали неустойчивый каганат, который в 646 был уничтожен войсками империи Тан.

## Происхождение
Сйеяньто представляло собой одно из поколений древних уйгуров. Динлины и гаоцзюй, предки древних уйгуров, традиционно отождествляются с тюркскими племенами. Ван Сяофу считал их тюрками
Согласно Н. Я. Бичурину, сйэяньто, ойхоры (древние уйгуры) и их предшественники чи-ди, динлины (дили) и гаогюй (гаоцзюй) имели монгольское происхождение. По его мнению, гаогюй — потомки чи-ди: вначале они прозывались дили; позже прозваны гаогюйскими динлинами и ойхорами. А. С. Шабалов полагает, что племена чи-ди, дили, гаогюй и хойху (ойхор) первоначально говорили на разновидности монгольского языка.

## История
Племя образовалось после покорения родом сюэ (薛) рода яньто (延陀). Правил род Илиде (一利咥). Вскоре племя увеличилось и стало сильнейшим из телеских, многие обычаи были сходны с тюркютскими.
В 605 году Таман хан (точнее его советники, так как хан был малолетним) казнили телеских старейшин и началось восстание против тюрок. Вождь сюеяньто Ишибо (乙失缽) был объявлен восставшими Еде-каганом (野咥可汗), его ставка была в горах Яньмошан (燕末山). В правление Шегуй хана, Еде сложил свои полномочия и признал себя вассалом тюрок. Некоторые уйгурские племена предпочли восточного Шибир-хан Тюрк-шада.
В 628 году 70 000 юрт сюеяньтосцев перешло к Кат Иль-хан Багадур-шаду, но уже через несколько месяцев позиции Багадур-шада ослабли и часть сюеяньтосцев перешла к Инань-хану (夷男) .
В 629 году Ли Шиминь решил заключить альянс с Инанем и отправил к нему юцзи цзяньцзюня Цяо Шивана (喬師望), чтобы вручить Инаню литавру, знамя и грамоты с объявлением его Чженчжу-пига каганом(真珠毗伽可汗). Инань посольство принял и отправил подарки Императору. Ставку он поместил в горах Юйдуцзюнь (郁督軍山). Он подчинил много уйгуров и расширил свои владения до мохэ на востоке, западного каганата на западе, на юге до Гоби и на севере до реки Цзюйлунь (俱倫水).
В 630 году Кат Иль-хан Багадур-шад был свергнут, и сюеяньто переселились на юг ближе к Китаю. Теперь Инань мог собрать до 200 000 войска и разделил своё войско и орду на два аймака: северный и южный (что необычно, обычно западный и восточный) и отдал их в управление сыновьям Дадуше (大度設) и Тулиши (突利失).
В 638 году император произвёл сыновей Инананя в младшие каганы (小可汗).
В 641 году Ли Сымо (李思摩), тюркютский каган-ставленник Тан Иминишусыликэхань был переселён во владения уйгуров, котором это не понравилось, но они не подали виду. Вскоре Инань узнал о том, что в связи с празднованием на Тай-шань император убрал часть пограничных войск, и каган решил расправиться с Сымо. Он повелел своему сыну Дадуше собрать 200000 войска с 4 конями на воина и напасть на Сымо. Сымо успел бежать и доложил Императору, который отправил генерала Чжан Цзяня (都督張儉) прикрыть границу. Дадуше нагнал Сымо у Великой стены, но тот успел пересечь её. Подоспел военный наместник (道行軍總管) Ли Цзи (李勣) с 60 000 пехоты и 3000 всадников. Чтобы догнать сюеяньтосцев он выбрал отборную конницу (突騎) и пехоту, форсировал Лахэ и пошёл по белой дороге за сюеяньтосцами. Дадуше пересёк реку Ночжень и приготовился к бою. Они решили сражаться в пешем порядке, когда 4 линии было спешено, а в пятой стояли воины с лошадьми наготове. Сначала сюеяньтосцы обратили в бегство тюрков-всадников, но китайская пехота построилась в плотные колонны и вклинилась в сюеяньтоское войско, а тюрки ударили по 5-й линии. В результате сюеяньтосцы потеряли 15 000 лошадей и несколько тыс. людей убитыми, но и тюрки потеряли многих. Китайца бросились преследовать их, но морозы заставили их повернуть. Сюеяньтосцы отправили посла с извинениями к императору. Вскоре приехал дядя Инананя Шаболо (沙缽羅), чтобы сватать принцессу, но Ли Шиминь отказал.
В 642 году сюеяньтосцы прислали много коней, быков, баранов, верблюдов и снова попросили о браке. Император согласился и выдал принцессу Синьсин (新興公主). Император созвал пир и сын кагана Тулиши пил за здоровье государя. Вскоре выяснилось, что сюеяньтосцы не доставили и половины обещанных брачных даров (лошадей и овец), ссылаясь на мор и тяжкую дорогу. Император и советники решили не выдавать принцессу, чтобы сеяньтосцы не возгордились своей силой.
В 643 году Тулиши напал на Динсян (定襄). Против него выдвинулся Ли Цзи (李勣, en:Li Shiji) и преследовал до границы. Сюеяньтосцы отвели войска и сразу же предложили свою помощь в войне с Кореей, как бы в издёвку. Император ответил: отправляюсь на восточную войну, если каган хочет напасть, пусть торопится. Каган прислал извинения и предложил реальную помощь в войне. Корейский глава «молочжи» (莫離支) Ён Кэсомун предписал вождя мохэ подкупить Инаная.
В 645 году у Инаня испортилось здоровье и он умер. Император устроил жертвоприношение за него. Советники планировали провозгласить каганом Емана (曵莽) сына кагана от наложницы, но законный сын Бачжао (拔灼) убил его и объявил себя Цзели-цзюли-шисюе-шадоми-каганом (頡利俱利失薛沙多彌可汗). В конце 645 армия Китая вступила в земли киданей-ляо и каган решил устроил набег на границу. Император стянул войска и каган отказался от похода. Каган стал уничтожать советников и приближённых своего отца, ставя своих людей. Уйгур Абоше (阿波設) поведал танскому послу о разброде у сюеяньто. По мере продвижения китайских войск сюеяньтосцы разбежались, а каган бежал к тюркам, но вскоре уйгуры убили его. Около 60-70 тыс. сюеяньтосцев откочевало на запад вдаль стены и провозгласили Чжечжу (真珠) Пига-каганом (毗伽可汗 ,уйг. Bilgä). Племянник Инаня Думочжи (咄摩支) объявил его Итеуши-каганом (伊特勿失可汗). Император решил, что реально правит сюеяньтосцами Думочжи и нужно либо подчинить его, либо уничтожить. Он отправил Ли Цзи (李勣,en:Li Shiji). Думочжи испугался и объявил, что покорится, но Ли Цзи узнал, что он тайно готовит воинов. И Ли Цзи молниеносно атаковал, 5 000 сюеяньтосцев было убито сразу, 30 000 стариков и детей пленено. Думочжи сдался китайцам и был поселён в Тан, ему дали дом и содержание.
В 646 году удары танских и союзных им тюрок разгромили остатки Сеяньто. Последний вождь сюеяньто Або Дагань (阿波達幹) потерял 1000 человек убитыми и бежал. Вскоре старейшины Уйгуров прислали императору прошение о вступлении в подданство. Император принял их и разделил степь между родами.
Так сеяньто были уничтожены.
Позднее остатки сеяньтосской орды вошли в состав Второго тюркского каганата, а после его гибели и установления в степи гегемонии их старых врагов уйгуров сеяньто, уже под новым названием — кыпчак, — откочевали на запад и поселились на Северном Алтае и Верхнем Прииртышье. После гибели Уйгурского каганата кыпчаки стали одной из составляющих образовавшегося тогда Кимакского каганата.
Некоторые исследователи (в частности, Ю. Ф. Кирюшин и В. В. Горбунов) начало тюркизации лесо-степных районов Западной Сибири в середине VIII в. связывают с миграцией тюркоязычного населения, причиной которой явилось падение II Восточно-Тюркского каганата (744 год). Этносы, составлявшие политическую элиту этого государства, — тюрки и сиры (сюеяньто), разгромленные коалицией басмылов, уйгуров и карлуков, были вынуждены покинуть степи Монголии. Одна их часть отступила в Китай, вторая удержалась в Южной Сибири, а третья продвинулась на север в пределы Западной Сибири. Именно с этого времени здесь появляются могильники, содержащие значительное число захоронений по обряду ингумации с конем (Иня-1, Чингис-2) и шкурой коня (Чулым-2), аналогичные тюркской и огузской группам погребений, распространенным от Монголии до Восточной Европы.